# Torre de Collserola
La Torre de Collserola es una torre de telecomunicaciones situada en el cerro de la Vilana a 445,5 metros sobre el nivel del mar, cerca del Tibidabo (sierra de Collserola), en el municipio de Barcelona. Fue construida desde febrero de 1990 a julio de 1992 con motivo de los Juegos Olímpicos de Barcelona 1992 y desde ahí se realizan la mayoría de los enlaces audiovisuales del área metropolitana y la provincia. Se trata de la estructura más alta de Barcelona y Cataluña, así como de la segunda estructura de telecomunicaciones más alta de España (por encima de esta se encuentra la antena de telecomunicaciones militares de Guardamar del Segura, Alicante).
Esta torre de diseño futurista dispone de un mirador público en el nivel 10 desde donde se divisa la ciudad de Barcelona. Tiene una altura de 288,4 metros y fue diseñada por el arquitecto británico Norman Foster, la ingeniería Arup y los ingenieros de caminos Julio Martínez Calzón y Manuel Julià Vilardell, y construida por Cubiertas y MZOV, S.A. Como peculiaridad cabe destacar que la Torre de Collserola posee también servicios de cáterin para empresas, donde se puede celebrar cualquier evento. Dispone de una sala de recepción y aperitivo, una sala polivalente donde se pueden participar en reuniones de negocios o empresariales y la planta mirador tiene una cabida de hasta 100 comensales, donde cualquiera puede deleitarse con sus vistas hacia Barcelona o la comarca del Vallés Occidental.

## Construcción
El núcleo estructural de la torre consiste en un fuste hueco de hormigón armado de solo 4,5 m de diámetro. En su extremo superior se apoya un mástil con antenas telescópicas. En la parte media del mástil se encuentra suspendido un edificio de 13 pisos de altura, que lo rodea. Este edificio está rodeado a su vez por una estructura de acero inoxidable que sostiene un gran número de antenas. El edificio cuelga de un sistema superior de 3 tirantes que transfieren su peso al fuste, y está arriostrado en su parte inferior por un segundo sistema de tirantes de acero de alta resistencia que lo anclan al suelo. Los tirantes superiores, sin embargo, son de kevlar ya que el uso de acero habría podido provocar interferencias en las comunicaciones que se realizan a través de las antenas de la torre.
El peso de la estructura metálica es de 3500 toneladas.

## Emisiones

### Radio FM
- 87.7 RAC1
- 88.3 RNE 1 Cataluña
- 88.7 Melodía FM
- 89.1 MARCABCN
- 89.8 Rock FM
- 91.0 Betevé Ràdio (Emisora municipal)
- 92.0 Catalunya Informació
- 92.5 ICAT
- 93.0 Radio Clásica
- 93.5 Onda Cero Cataluña
- 94.9 EUROPAFM
- 95.5 KISS FM Barcelona
- 97.7 TELETAXI
- 98.6 Radio 3
- 99.0 RNE 5-BCN
- 100.0 CAD-100
- 100.8 Ràdio 4
- 101.5 CATMUSIC
- 102.0 COPE
- 102.8 CATRADIO
- 103.5 SER CAT
- 105.0 RAC105
- 105.7 FLAIX FM
- 106.1 FLAIXBAC
- 106.6 Ràdio Estel

### Radio Digital (DAB)
- 8A Cadena SER
- 8A Onda Cero
- 8A Kiss FM
- 8A Europa FM
- 8A Cadena 100
- 8A Radio María (DAB y DAB+)
- 10A Radio Nacional Cataluña (DAB y DAB+)
- 10A Radio 5 Cataluña (DAB y DAB+)
- 10A COPE
- 10A Radio Intereconomía
- 10A Radio Marca
- 10A esRadio
- 11B RNE Suspilne Ukraine (Emisión de UR-1 Ofrecida por RNE)
- 11B Radio Clásica
- 11B Radio 3
- 11B Radio Exterior de España
- 11B MegaStar FM
- 11B Los 40 Classic

### TV Digital (TDT/DVB-T)
Las emisiones analógicas finalizaron en abril de 2010.
- 23 UHF Atreseries
- 23 UHF BeMad
- 23 UHF Real Madrid TV
- 23 UHF TEN
- 23 UHF Los 40 Classic
- 23 UHF Los 40 Urban
- 23 UHF Radiolé
- 26 UHF Betevé
- 26 UHF Televisió de Badalona
- 26 UHF Televisió de l'Hospitalet
- 26 UHF Betevé Ràdio (Radio)
- 26 UHF Ràdio Ciutat Badalona (Radio)
- 26 UHF Ràdio l'Hospitalet (Radio)
- 27 UHF Antena 3
- 27 UHF La Sexta
- 27 UHF Neox
- 27 UHF Nova
- 29 UHF Boing
- 29 UHF Energy
- 29 UHF Mega
- 29 UHF TRECE
- 29 UHF Onda Cero (Radio)
- 29 UHF Europa FM (Radio)
- 29 UHF Melodía FM (Radio)
- 29 UHF COPE (Radio)
- 29 UHF Rock FM (Radio)
- 31 UHF La 1
- 31 UHF La 2
- 31 UHF 24h
- 31 UHF Teledeporte
- 31 UHF Radio Nacional (Radio)
- 31 UHF Ràdio 4 (Radio)
- 31 UHF Radio 5 (Radio)
- 33 UHF Pg1
- 33 UHF Pg2
- 33 UHF Pg3
- 33 UHF Pg4
- 34 UHF Telecinco
- 34 UHF Cuatro
- 34 UHF FDF
- 34 UHF Divinity
- 36 UHF ETV
- 36 UHF E-Ràdio (Radio)
- 36 UHF Vinilo FM (Radio)
- 41 UHF La 1 UHD
- 41 UHF Clan
- 41 UHF DKISS
- 41 UHF Radio Clásica (Radio HQ)
- 41 UHF Radio 3 (Radio HQ)
- 41 UHF Radio Exterior de España (Radio)
- 41 UHF Cadena SER (Radio)
- 41 UHF Los 40 (Radio)
- 41 UHF Cadena Dial (Radio)
- 41 UHF Kiss FM (Radio)
- 41 UHF Hit FM (Radio)
- 41 UHF EsRadio (Radio)
- 43 UHF TVE UHD (DVB-T2)
- 43 UHF TVE UHD 2 (DVB-T2)
- 44 UHF TV3
- 44 UHF 3/24
- 44 UHF SX3/33
- 44 UHF Esport3
- 44 UHF IB3 Global
- 44 UHF Catalunya Ràdio (Radio)
- 44 UHF Catalunya Música (Radio)
- 44 UHF Catalunya Informació (Radio)
- 44 UHF iCat (Radio)
- 45 UHF Canal Terrassa Vallès
- 45 UHF TV Sabadell Vallès
- 45 UHF Noucinc.2 Ràdio (Radio)
- 47 UHF GOL Play
- 47 UHF DMAX
- 47 UHF Disney Channel
- 47 UHF Paramount Network
- 47 UHF Cadena 100 (Radio)
- 47 UHF Radio Marca (Radio)
- 47 UHF BOM Radio (Radio)
- 47 UHF Radio María (Radio)
- 48 UHF Canal 4
- 48 UHF Terramar Barcelona
- 48 UHF Cooltura FM (Radio)